# Mandy Stein
Mandy Stein (Manhattan, 14 de enero de 1975) es una directora y productora de cine estadounidense, especializada principalmente en el formato documental.

## Carrera
Stein nació en Manhattan y se graduó en la Kent School en 1994. Su primer rol como directora y productora ocurrió en el filme You See Me Laughin' de 2002. Cuatro años después dirigió la película documental Too Tough to Die: A Tribute to Johnny Ramone, en la que incluyó un concierto tributo al guitarrista Johnny Ramone y entrevistas con personalidades cercanas al músico.
En 2009 dirigió un nuevo documental titulado Burning Down the House: The Story of CBGB, sobre la historia del local de conciertos  neoyorkino CBGB y su importancia en el nacimiento de la música punk. Tres años después codirigió el filme Bad Brains: A Band in DC, acerca de la agrupación de hardcore punk Bad Brains.

## Filmografía

### Como directora
- 2012 - Bad Brains: A Band in DC
- 2009 - Burning Down the House: The Story of CBGB
- 2006 - Too Tough to Die: A Tribute to Johnny Ramone
- 2002 - You See Me Laughin'